# 静岡市立大谷小学校
静岡市立大谷小学校（しずおかしりつ おおやしょうがっこう）は、静岡県静岡市駿河区大谷にある公立小学校。

## 沿革
- 1874年（明治7年）3月 - 「力行舎」創立[1]。
- 1892年（明治25年）6月 - 「大谷村・久能村組合立大谷尋常小学校」となる[1]。
- 1924年（大正13年）3月 - 校歌制定[1]。
- 1927年（昭和2年）9月 - 現在地に移転[1]。
- 1934年（昭和9年）10月 - 静岡市に編入、「大谷尋常高等小学校」となる[1]。
- 1941年（昭和16年）4月1日 - 「大谷国民学校」と改称[1]。
- 1947年（昭和22年）4月1日 - 「静岡市立大谷小学校」と改称[1]。
- 1974年（昭和49年）2月 - 創立100周年記念式典。
- 1994年（平成6年）10月 - 創立120周年記念イベント（講演及び演奏）実施。
- 2005年（平成17年）10月 - 創立130周年記念イベント「大谷の歴史と昔遊び体験」。

## 通学区域
駿河区

| - 大谷 - 大谷一～三丁目 - 恩田原の一部 | - 西大谷 - 片山 - 水上 | - 宮川 |

## アクセス
- しずてつジャストライン美和大谷線 「大谷小学校前」停留所から、徒歩1分